# Anguloa tognettiae
Anguloa tognettiae, es una orquídea de hábito terrestre originaria de  Sudamérica.

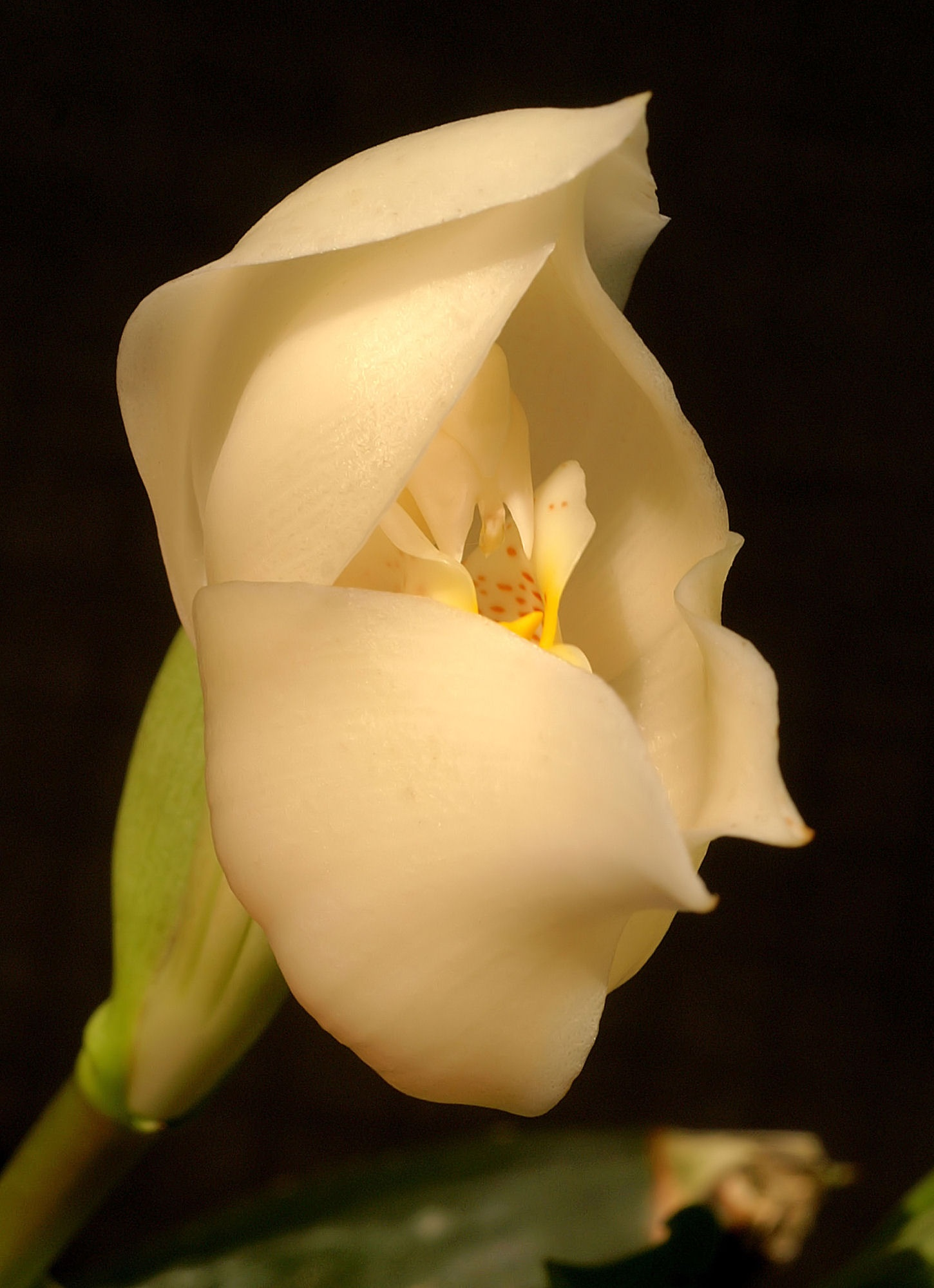
Detalle de la flor

## Características
Es una orquídea de gran tamaño o medio, de hábito terrestre, que prefiere el clima cálido al frío, con pseudobulbos de color verde oscuro, obovoides,  envueltos en la juventud por unas hojas basales más pequeñas y que llevan 3 hojas, plegadas,  verdes pálidos, delgadas, de crucería. Florece en la primavera y surgen con un nuevo crecimiento en una inflorescencia erecta de 12  18 cm de largo, con 1 a 2 flores fragantes.

## Distribución y hábitat
Se encuentra en Colombia y Venezuela, a elevaciones de 1200 a 2300 metros, en las escarpadas orillas, entre los arbustos.

## Taxonomía
Anguloa tognettiae fue descrita por Henry Francis Oakeley y publicado en Orchids (AJOS) 38: 26. 1999.
Etimología
Anguloa (abreviado Ang.): nombre genérico otorgado en honor de  "Francisco de Angulo", director de las minas de Perú y un aficionado a las orquídeas del tiempo en que llegaron  Ruiz y Pav. a ese país.
tognettiae: epíteto otorgado en honor de Tognetti (una entusiasta venezonala de las orquídeas).